# John Maxwell (jucător de golf)
John Maxwell (n. 16 iulie 1871, Olena⁠(d), Comitatul Henderson, Illinois, SUA – d. 3 iunie 1906, Keokuk⁠(d), Iowa, SUA) a fost un jucător de golf ce a reprezentat Statele Unite ale Americii, medaliat olimpic. A participat la o ediție a Jocurilor Olimpice (1904) în care a câștigat o medalie de argint.

## Participări
Lista de mai jos prezintă principalele competiții la care a participat John Maxwell de-a lungul carierei.
- golf at the 1904 Summer Olympics – men's team[*]